# Cuzieu, Ain
Cuzieu är en kommun i departementet Ain i regionen Auvergne-Rhône-Alpes i östra Frankrike. Kommunen ligger  i kantonen  Virieu-le-Grand som ligger i arrondissementet Belley. Kommunens areal är 4,87 km². År 2022 hade Cuzieu 423 invånare.

## Befolkningsutveckling
Antalet invånare i kommunen Cuzieu
Referens: INSEE